# Розоґі (Мронґовський повіт)
Розоґі (пол. Rozogi, нім. Rosoggen) — село в Польщі, у гміні Сорквіти Мронґовського повіту Вармінсько-Мазурського воєводства.
Населення — 216 осіб (2011).

## Демографія
Демографічна структура станом на 31 березня 2011 року:
|          | Загалом | Допрацездатний вік | Працездатний вік | Постпрацездатний вік |
| -------- | ------- | ------------------ | ---------------- | -------------------- |
| Чоловіки | 113     | 25                 | 78               | 10                   |
| Жінки    | 103     | 14                 | 66               | 23                   |
| Разом    | 216     | 39                 | 144              | 33                   |